# Alexander von Pappenheim (1530–1612)
Alexander von Pappenheim (* 17. Mai 1530 in Grönenbach; † 1612 ebenda) – auch genannt Alexander II. von Pappenheim – war ein deutscher Reichserbmarschall und kaiserlicher Rat. Er verteidigte den Katholizismus in Bad Grönenbach gegen seinen zum Calvinismus konvertierten Vetter Philipp von Pappenheim.

## Leben
Alexander II. von Pappenheim war der Sohn von Heinrich Burghard I. von Pappenheim und seiner Gemahlin Anna von Hürnheim und ursprünglich evangelisch getauft. Dennoch trat er zum katholischen Glauben über und war ein Verfechter desselbigen. Er war mit Margaretha von Syrgenstein vermählt. Alexander besuchte die Universitäten in Freiburg, Ingolstadt und Löwen. Zusammen mit seinem Bruder Heinrich XIII. unternahm er mehrere Reisen durch Flandern, Holland und Seeland. Bei Ausbruch des Schmalkaldischen Krieges befand sich Alexander II. in England, vermutlich in Oxford. 1547 nahm er an den Begräbnisfeierlichkeiten von König Franz I. in Paris teil und kehrte danach nach Brüssel zurück. In der Folge begleitete er Karl V. auf seiner Huldigungsreise durch die Niederlande und weiter nach Augsburg, wo das Augsburger Interim verkündet wurde. Vom Jahr 1552 an diente Alexander II. in mehreren Feldzügen in Frankreich, Belgien und Ungarn. Im Jahr 1555 führte ihn sein Weg zurück nach Brüssel, wo er die Abdankung Karls V. miterlebte. Im Jahre 1563 pilgerte er in das Heilige Land. Alexander und sein Vetter Philipp von Pappenheim bauten das 1572 abgebrannte Kollegiatstift in Grönenbach wieder auf. Am 30. Mai 1577 schloss Alexander mit seinem, zum reformierten Glauben konvertierten, Vetter Philipp von Pappenheim einen Vertrag über die Ausgaben des Kollegiatstifts zu Grönenbach. 1589 kaufte Alexander von Pappenheim eine Orgel für die Stiftskirche St. Philipp und Jakob in Grönenbach. Ab 1590 hatte Alexander II. das Seniorat des Hauses Pappenheim inne. Mit seinem Tod 1612 ging es an seinen Vetter Philipp von Pappenheim über, wobei die Pflichten bereits ab 1607, aufgrund seines Alters, dem Landgrafen von Stühlingen Maximilian von Pappenheim übertragen waren. Am 31. Januar 1595 erwarb er das Schloss Hetzlinshofen von den Edlen von Stebenhabern. Noch im Jahre 1598 nahm Alexander an einem Feldzug gegen die Türken teil um die Festung Gran zu erobern.
Das Epitaph Alexanders von Pappenheim befindet sich in der Stiftskirche St. Philipp und Jakob in Bad Grönenbach und trägt die Inschrift:

„D. ALEXANDER,

S.R.I. Marscal. Hered. vetustiss. ejus Gentis, Dominus Bappenheim. Gronenbach & Hezlinshoviæ. Generosis & Illustribus ortus Natalibus Maji XVII. an. M D XXX. In Schola Campidonensi primis doctrinæ positis fundamentis an. XXXVIII. & seqq. studiis porro Friburgi, Ingolstadii & Lugduni Bataviorum incubuit usque ad A. XLVI. Quo, ut & an. seqq. perlustravit totum Belgium & Galliam. Post in Aula Mariæ Hispaniæ Reg. Sororis Caroli V. Dapifer factus est ao. XLIIX. commoratus in ea fere per quadriennium, Militiæ rudimentis suæ pro Carolo V. adversus Galliarum Regem positis anno LII. Dein ætate maturescente X. aliis Expeditionibus in Belgio, Gallia, Pannonia, TRIBVNVS & Dux strenuus & solertissimus interfuit;

Auspiciis

Carol. V. Ferdinand. Maximilian. II. & Rudolphi II. Impp. itemque Philippi II. Reg. Hispan. peragrata quoque X. mensibus Italia, Judæa, Palæstina, Syria, Arabia, anno LXIII. à Rudolpho II. militum Præfectura & Consiliarii honore honestatus est: cui & à multis fuit legationibus & Comitis Imper. German. loco.

Heros vero Illustris & magnanimus, domi forisque clarissimus: Cujus divinam memoriam, judicium, virtutemque cuncti stupuere:

Laborum patientissimus, veritatis amantissimus, simulationis, dissmulationisque osor acerrimus, rarum antiquæ virtutis & fidei fuit Exemplum.

Annum agens LXXXII. ex nullo, nisi senectutis & oculorum imbecillitatis morbo, infirmus obiit.

Anno MDCXII.

Eques olim terenæ, nunc autem cœlestis Jeruschalem.

Vir magnus bello, nulli pietate secundus, Exemplum constans prisca virtute, fideque.“

## Nachkommen

### Joachim III. von Pappenheim

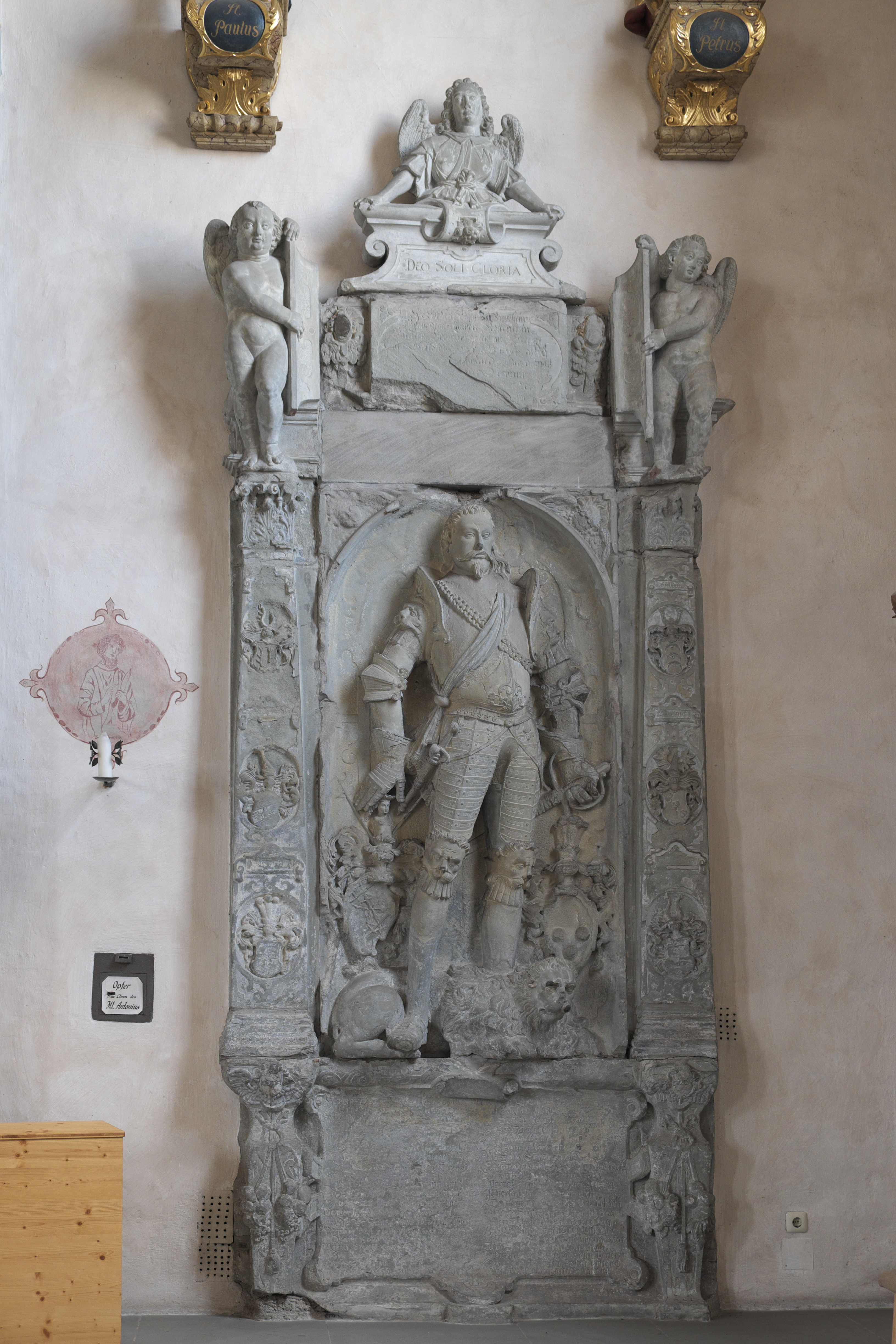
Epitaph Joachims von Pappenheim

Sein Sohn Joachim III. von Pappenheim wurde 1571 geboren und wurde nur 28 Jahre alt. Er starb 1599 kinderlos. Joachim war mit Maria Magdalena von Freyberg vermählt. Auf dem Reichstag in Nürnberg 1594 trug er an Stelle seines Vaters das Schwert des Kaisers Rudolph II. Mit seinem Tod ist die Zweiglinie des Alexanders I. von Pappenheim erloschen. Sein Epitaph befindet sich in der Stiftskirche St. Philipp und Jakob in Bad Grönenbach.

### Anna von Pappenheim

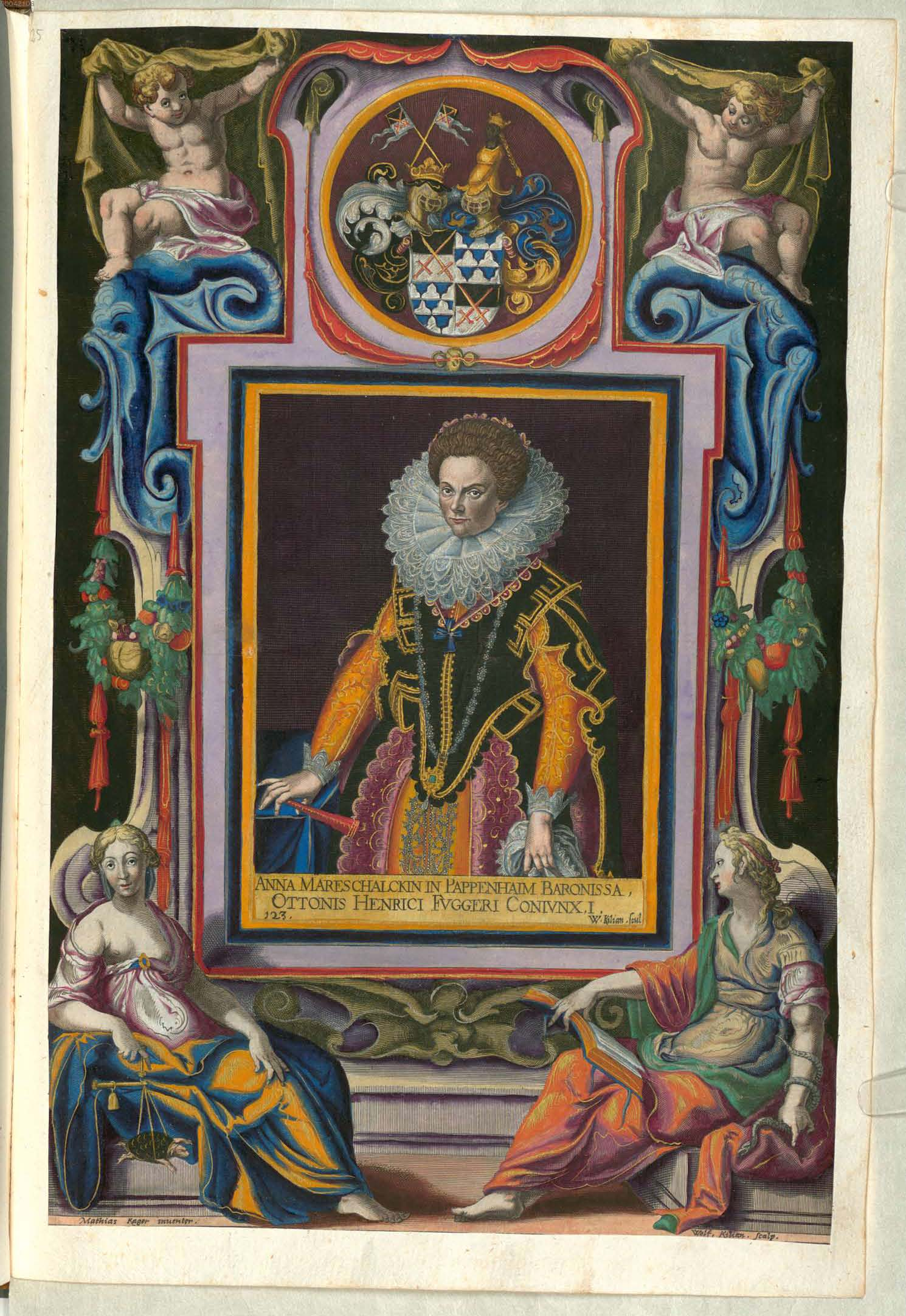
Anna von Pappenheim

Seine Tochter Anna von Pappenheim († 1616) heiratete in erster Ehe Heinrich Philipp von Rechberg († 1611). Nach dem Ableben Philipp von Rechbergs ehelichte sie Otto Heinrich Graf Fugger von Kirchberg und zu Weißenhorn († 1644). Damit ging die Herrschaft Grönenbach von den Pappenheimern auf die Fugger über.